# Championnats du monde de cyclo-cross 1995
Navigation
Édition précédente Édition suivante
Les championnats du monde de cyclo-cross 1995 ont lieu le 29 janvier 1995 à Eschenbach en Suisse. Deux épreuves masculines sont au programme.

## Podiums
| Épreuves | Or            | Argent              | Bronze        |
| -------- | ------------- | ------------------- | ------------- |
| Élites   | Dieter Runkel | Richard Groenendaal | Beat Wabel    |
| Juniors  | Zdeněk Mlynář | Guillaume Benoist   | Stefan Bünter |

## Résultats

### Classement des élites
| Pos. | Cycliste            | Pays     | Temps       |
| ---- | ------------------- | -------- | ----------- |
|      | Dieter Runkel       | Suisse   | 57 min 44 s |
|      | Richard Groenendaal | Pays-Bas | + 0:37      |
|      | Beat Wabel          | Suisse   | + 0:57      |
| 4    | Adrie van der Poel  | Pays-Bas | + 1:18      |
| 5    | Roger Honegger      | Suisse   | + 1:26      |
| 6    | Peter Van Santvliet | Belgique | + 1:43      |
| 7    | Dominique Arnould   | France   | + 1:45      |
| 8    | Jan Østergaard      | Danemark | + 2:01      |
| 9    | Daniele Pontoni     | Italie   | + 2:11      |
| 10   | Emmanuel Magnien    | France   | + 2:30      |

### Classement des juniors
| Pos. | Cycliste           | Pays     | Temps       |
| ---- | ------------------ | -------- | ----------- |
|      | Zdeněk Mlynář      | Tchéquie | 40 min 01 s |
|      | Guillaume Benoist  | France   | + 0:12      |
|      | Stefan Bünter      | Suisse   | + 0:16      |
| 4    | Miguel Martinez    | France   | + 0:18      |
| 5    | Pavel Prošek       | Tchéquie | + 0:31      |
| 6    | Maarten Nijland    | Pays-Bas | + 0:47      |
| 7    | Patrick Dubacher   | Suisse   | + 0:47      |
| 8    | Roger Zweifel      | Suisse   | + 0:54      |
| 9    | Robby Pelgrims     | Belgique | + 0:59      |
| 10   | Fabrizio Dall'Oste | Italie   | + 1:06      |

## Tableau des médailles
| Rang | Nation   | Or | Argent | Bronze | Total |
| ---- | -------- | -- | ------ | ------ | ----- |
| 1    | Suisse   | 1  | 0      | 2      | 3     |
| 2    | Tchéquie | 1  | 0      | 0      | 1     |
| 3    | France   | 0  | 1      | 0      | 1     |
| 3    | Pays-Bas | 0  | 1      | 0      | 1     |